# 중국계 미국인
중국계 미국인(中國系美國人, 영어: Chinese Americans; 중국어: 美國華人)은 중국의 혈통으로 국적은 미국인 사람을 말하며, 대부분 차이나타운에 거주한다. 중국계 미국인은 동아시아계 미국인의 하위집단을 구성하며, 아시아계 미국인의 하위집단을 구성한다. 많은 중국계 미국인들은 그들의 조상들과 함께 중국 본토, 홍콩, 마카오, 말레이시아, 싱가포르, 대만, 그리고 특히 동남아시아와 호주, 캐나다, 프랑스, 남아프리카 공화국, 뉴질랜드, 영국 같은 몇몇 다른 나라들에서 온 혈통을 추적한다.
중국계 미국인 공동체는 아시아 이외의 가장 큰 화교 공동체이다. 또한 태국과 말레이시아의 중국인 커뮤니티에 이어 중국인 디아스포라에서 세 번째로 큰 커뮤니티이기도 하다. 2016년 미국 인구조사에 따르면 중국계 미국인의 인구는 5081,682명이다. 2010년 인구조사에 따르면 중국계 미국인 인구는 약 380만 명이다. 2010년, 미국에 사는 중국계 인구의 절반이 캘리포니아주와 뉴욕주에 살고 있다.

## 역사

### 조기 도착, 이민의 원인

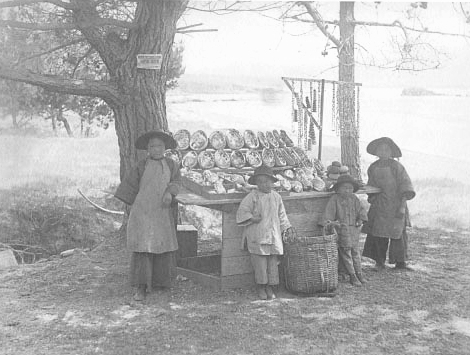
중국계 미국인 조개잡이 (1918년)

미국 정부의 기록에 따르면, 최초의 중국인 이민자들이 1820년에 도착했다. 1849년 캘리포니아 골드 러시 이전에 325명이 도착한 것으로 알려져 있는데, 이 골드 러시는 중국에서 최초로 금을 채굴하고 하찮은 노동을 행한 노동자들을 끌어들였다. 1852년에는 25,000명의 이민자가 있었고, 1880년에는 105,465명의 이민자가 있었다. 그들은 캘리포니아 인구의 10분의 1 이상을 형성했다. 거의 모든 초기 중국 이민자들은 광둥성 8구뿐만 아니라 타이산시의 시골 마을에서 다양한 교육 수준을 가진 젊은 남성들이었다.

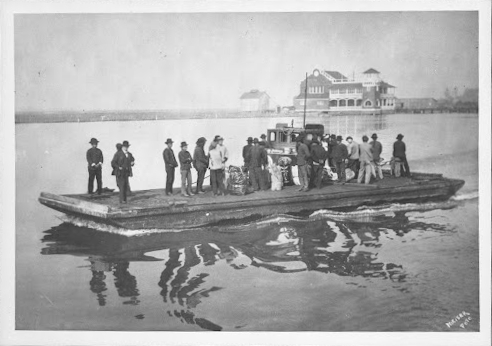
훔볼트만의 중국계 미국인들 (1915년)

이 중국인 이민자들은 대부분 남성이었다. 1900년까지 미국에 살았던 89,837명의 중국인 이주자들 중 4,522명만이 여성이었다. 여성 이주민이 부족한 것은 미국의 반이민법 통과 영향이 컸다. 예를 들어, 1875년의 페이지 법은 모든 여성 매춘부들의 중국으로부터의 이민을 막았다. 이 법은 매춘부뿐만 아니라 모든 중국 여성의 이민을 제한하기 위해 사용되었다. 미국에 도착하자마자 중국 남녀는 종종 몇 주가 걸렸던 그들의 이민 상태에 대한 청문회를 기다리는 동안 서로 떨어져 있었다. 이 기간 동안 여성들은 그들의 가족 생활과 출신에 초점을 맞춘 긴 질문을 받았다. 그리고 나서 그들의 반응은 그들의 마을에서 온 다른 사람들과 교차 조사되었고, 어떤 불일치도 출입 거부를 정당화하는 데 사용되었다. 가족과 떨어져 있다는 스트레스로 인해 많은 여성들이 청문회를 기다리는 동안 병에 걸렸다. 일부는 그 나라에 대한 접근이 거부될 것을 우려하여 자살하기까지 했다. 일단 그들이 승인되고 그 나라에 들어오게 되면, 중국 여성 이민자들은 추가적인 도전에 직면했다. 1870년 캘리포니아에 거주하는 중국인 성인 여성의 60% 이상이 매춘업에 종사했다. 일부 여성들은 결혼을 약속하고 미국으로 유인되어 오직 성노예가 되었다. 이러한 도전에도 불구하고 중국 여성들은 종종 가족들과 재회하기 위해 미국으로 끌려갔다. 1898년에서 1908년 사이에 미국으로 이민 온 중국 여성의 90%가 이미 미국에 거주하고 있는 남편이나 아버지와 함께 경제적 기회도 얻기 위해 이민을 갔다.
1850년대에 중국 노동자들은 미국으로 이주하여 금광에서 일했지만 농업, 특히 의류 산업에서 공장 노동을 하기 위해 이주했다. 중국 이민자들은 특히 미국 서부에 철도를 건설하는 데 중요한 역할을 했고, 미국에서 중국인 노동자들이 성공적으로 성장함에 따라 그들 중 다수가 그들 자신의 권리를 가진 사업가가 되었다. 중국인 노동자의 수가 증가함에 따라, 미국 경제의 다른 노동자들 사이에서 반중국적 태도가 강해졌다. 이는 결국 중국 노동자들의 향후 미국 이민을 제한하는 것을 목표로 하는 법안을 만들어냈고, 중국인 배척법을 통해 미국과 중국 간의 외교 관계를 악화시키겠다고 위협했다.

### 캘리포니아 골드 러시, 중앙태평양철도 건설
중국인들은 캘리포니아 골드 러시 기간 동안 캘리포니아주에 대거 와서 1851년부터 1860년까지 40,400명이 도착한 것으로 기록되었고, 1860년대에는 중앙태평양철도가 5년 계약으로 대규모 노동 갱단을 모집하여 대륙횡단철도의 일부를 건설했다. 중국인 노동자들은 일을 잘했고 1869년 철도가 완공될 때까지 수천 명이 더 고용되었다. 중국인 노동력은 시에라네바다산맥과 네바다주를 가로지르는 중앙태평양철도의 어려운 경로의 대부분을 건설하는 데 필요한 막대한 노동력을 제공했다. 1869년까지, 미국의 중국인 인구는 적어도 100,000명이었다.

## 사회적 지위 및 융화
주목할 만한 역사적 공헌은 대륙횡단철도의 서쪽 절반과 새크라멘토강 삼각주에 제방을 건설하는 것, 미국식 중국 요리의 대중화, 텍사스주의 깊은 석유 추출, 불교, 도교, 쿵푸와 같은 동아시아 문화의 미국에 전래를 포함한다.
미국으로 이주한 중국인들은 그들의 많은 생각과 가치들을 가져왔다. 이들 중 일부는 후대에 계속해서 영향을 미치고 있다. 그들 중에는 연장자에 대한 유교적 존경심이 있다. 마찬가지로, 교육과 공무는 중국에서 상향식 사회 이동의 가장 중요한 길이었다. 아시아계 미국인들에 대한 첫 브로드웨이 쇼는 1958년 브로드웨이에서 초연된 《플라워 드럼 송》이었고, 히트친 《칭글리시》는 2011년 브로드웨이에서 초연되었다.
중국인 인구가 많은 대부분의 미국 도시에서 새해는 문화 축제와 다른 기념행사와 함께 기념된다. 시애틀에서는 매년 중국 문화 예술 축제가 열린다. 다른 중요한 축제로는 단오절과 중추절이 있다.

## 차별 및 편견

### 인식 및 고정관념
분석 결과 대부분의 비아시아계 미국인들은 일반적으로 중국계 미국인과 동아시아계 미국인을 구별하지 않으며, 두 집단에 대한 인식은 거의 동일한 것으로 나타났다. 2001년 아시아계 미국인과 중국계 미국인에 대한 미국인들의 태도를 조사한 결과 응답자의 4분의 1이 일반적으로 중국계 미국인에 대해 다소 또는 매우 부정적인 태도를 가지고 있는 것으로 나타났다. 그러나 이 연구는 또한 중국계 미국인들의 강한 가족 가치(91%), 기업가로서의 정직함(77%), 교육에 대한 높은 가치(67%)에 대한 긍정적인 인식을 발견했다.

### 미국의 반중 폭력
초기 중국계 미국인들은 편견, 차별, 폭력 때문에 미국에서 살아남기 위해 고군분투했다. 1871년, 17~20명의 중국인 이민자들이 로스앤젤레스에서 약 500명의 남성들에 의해 살해되었다. 이 인종적 동기부여 대학살은 미국에서 가장 큰 규모의 집단 학살 중 하나였으며, 지역 목장주 로버트 톰슨이 우발적으로 살해된 후에 일어났다.
1885년 록스프링스 학살은 최소 28명의 중국인 이민자들이 사망하고 15명이 부상당한 사건이다. 스위트워터 카운티의 많은 분노한 백인 광부들은 중국인들에게 위협을 느꼈고 그들은 또한 그들의 실업에 대해 그들을 비난했다. 백인 광부들은 취업 경쟁의 결과로 차이나타운에서 중국인들을 강탈하고 총을 쏘고 찌르는 신체적 폭력 행위를 저지르며 좌절감을 표출했다. 중국인들은 재빨리 도망치려고 했지만, 그렇게 함으로써 그들 중 많은 사람들이 그들의 집에서 산 채로 불에 타 죽거나, 숨어있는 곳에서 굶어 죽거나, 산에서 사는 동물 포식자들에게 노출되었다. 그들 중 일부는 지나가는 기차에 의해 성공적으로 구조되었다. 총 78채의 집이 불에 탔다.
1887년 헬스캐니언 대학살 동안 적어도 34명의 중국 광부들이 목숨을 잃었다. 이 사건에 대한 정확한 설명은 아직 나오지 않았지만, 중국 광부들은 무장한 말 도둑 7명이 강도질을 하는 동안 총탄에 맞아 사망한 것으로 추측된다.
1877년 샌프란시스코 폭동, 1885년 이사쿠아와 타코마 폭동, 1885년 스쿼크 밸리 중국인 노동자에 대한 공격, 1886년 시애틀 폭동, 1907년 태평양 연안 인종 폭동 등이 있다. 중국 우한시에서 시작된 것으로 추정되는 코로나19 범유행이 확산되면서 중국인과 중국인으로 인식되는 사람들에 대한 외국인 혐오와 인종차별 사건이 수없이 보고되고 있다.

## 인구
| 연도 | 인구      | ±%       |
| ---- | --------- | -------- |
| 1850 | 758       | —        |
| 1860 | 34,933    | +4508.6% |
| 1870 | 63,199    | +80.9%   |
| 1880 | 105,465   | +66.9%   |
| 1890 | 107,488   | +1.9%    |
| 1900 | 89,863    | −16.4%   |
| 1910 | 71,531    | −20.4%   |
| 1920 | 61,639    | −13.8%   |
| 1930 | 74,954    | +21.6%   |
| 1940 | 77,504    | +3.4%    |
| 1950 | 117,629   | +51.8%   |
| 1960 | 237,292   | +101.7%  |
| 1970 | 435,062   | +83.3%   |
| 1980 | 806,040   | +85.3%   |
| 1990 | 1,645,472 | +104.1%  |
| 2000 | 2,432,585 | +47.8%   |
| 2010 | 3,347,229 | +37.6%   |
| 2017 | 5,025,817 | +50.1%   |

## 같이 보기
- 백인회(百人會, en:Committee of 100 (United States)) - 1990년에 헨리 키신저가 설립을 돕고 조직성장에 큰 도움을 준 중국계 미국인 단체
- 미중무역전국위원회(美中貿易全國委員會, en:US-China Business Council, USCBC) - 1973년에 미국 워싱턴DC에서 설립된 친중성향의 비영리기관
- 중국인
- 한족
- 미국인
- 아시아계 미국인